# ヘルシンキ国際博覧会
ヘルシンキ国際博覧会（ヘルシンキこくさいはくらんかい, Second International Aeronautic Exhibition, Expo 1938）は、1938年5月14日から5月22日にフィンランドのヘルシンキで開催された国際博覧会（特別博）である。25ヶ国が参加し、1,500万人が来場した。